# Svođe
Svođe (cyr. Свође) – wieś w Serbii, w okręgu jablanickim, w gminie Vlasotince. W 2011 roku liczyła 321 mieszkańców.